# Eugenia domingensis
Eugenia domingensis är en myrtenväxtart som beskrevs av Otto Karl Berg. Eugenia domingensis ingår i släktet Eugenia och familjen myrtenväxter. Inga underarter finns listade i Catalogue of Life.